# اچ‌ام‌اس مرلین (۱۶۶۶)
اچ‌ام‌اس مرلین (۱۶۶۶) (به انگلیسی: HMS Merlin (1666)) یک یات با هشت توپ متعلق به نیروی دریایی پادشاهی بریتانیا بود. در سال ۱۶۷۱ این کشتی نقش مهمی در بروز جنگ سوم بریتانیا و هلند داشت. هنگامی که این کشتی همسر سفیر بریتانیا را می‌برد در محدوده بریله با کشتی‌های بریتانیایی درگیر شد.